# Dansinhapur
Dansinhapur (nep. धनसिंहपुर) – gaun wikas samiti w zachodniej części Nepalu w strefie Seti w dystrykcie Kailali. Według nepalskiego spisu powszechnego z 2001 roku liczył on 1518 gospodarstw domowych i 9635 mieszkańców (4892 kobiet i 4743 mężczyzn).